# Paolo Locatelli
Paolo Locatelli (* 4. November 1989 in Romano di Lombardia) ist ein ehemaliger italienischer Radrennfahrer.
Paolo Locatelli wurde 2007 auf der Bahn italienischer Jugendmeister in der Einerverfolgung. Bei der Juniorenweltmeisterschaft im mexikanischen Aguascalientes gewann er in der Mannschaftsverfolgung die Bronzemedaille. Auf der Straße wurde im selben Jahr Dritter bei Le Pavé de Roubaix.
Im Erwachsenenbereich konnte Locatelli eine Etappe beim Giro Ciclistico d’Italia für sich entscheiden. Von 2011 bis 2012 fuhr er für das Professional Continental Team Colnago-CSF Inox ohne weitere Erfolge zu erzielen.

## Erfolge
2007
- Italienischer Meister – Einerverfolgung (Junioren)
- Weltmeisterschaft – Mannschaftsverfolgung (Junioren)

2010
- eine Etappe Giro Ciclistico d’Italia

## Teams
- 2011–2012 Colnago-CSF Inox